# نوک، ویلتشر
نوک (به انگلیسی: Knook) یک روستا و محله مدنی در بریتانیا است که در Wiltshire واقع شده‌است. نوک ۷۷ نفر جمعیت دارد.